# Anna Stürgkh

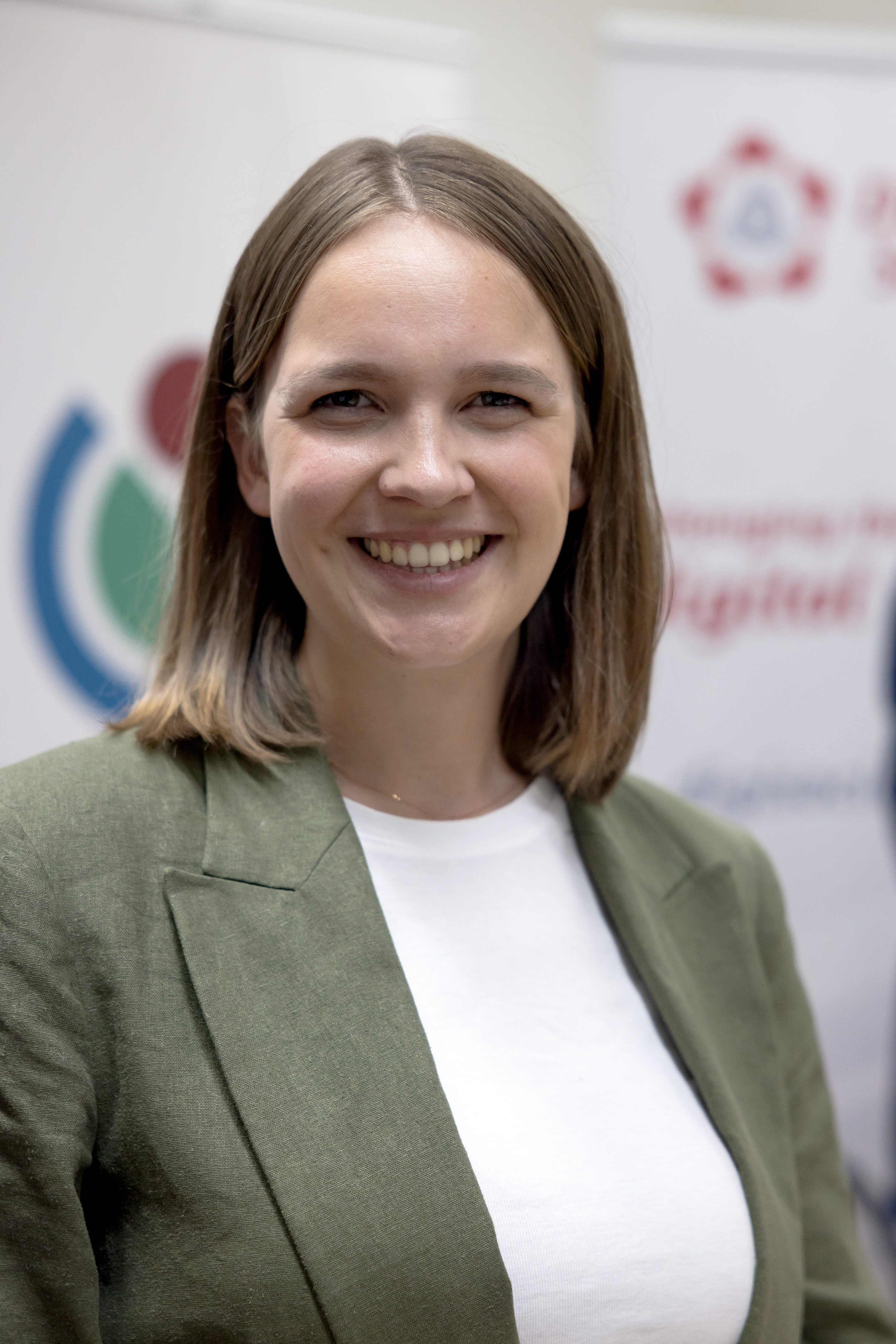
Anna Stürgkh

Anna Stürgkh (nascida em 1994) é uma política austríaca do partido NEOS. Foi eleita para o parlamento europeu nas Eleições para o Parlamento Europeu de 2024.